# 未央湖街道
未央湖街道，是中华人民共和国陕西省西安市未央區下辖的一个街道办事处。
2013年8月12日，西安市人民政府批复同意设立未央湖街道办事处，管辖原草滩街道办事处的王家棚村、牛王庙村、冯家滩村、贾家滩村、陈家村、后村、王家堡村、八家村、景家村、新房村、草店村、湖北庄村、小滩村、苏家村、夏家村、上庄村、北钱村、苏席村、郑家寺村等19个村和长庆未央湖花园社区、文家社区、老洼滩社区、杜家堡社区、湖滨花园社区等5个社区，未央湖街道办事处驻未央区环湖南路3号。

## 行政区划
未央湖街道下辖以下地区：
长庆未央湖花园社区、文家社区、老洼滩社区、杜家村、郑家寺村、湖北庄村、草店村、苏席村、小滩村、北钱村、上庄村、夏家村、苏家村、八家村、后村、新房村、王家堡村、陈家堡村、景家村、冯家滩村、贾家滩村、王家棚村和牛王庙村。